# Haunting of Winchester House
Haunting of Winchester House is een Amerikaanse film uit 2009 van The Asylum met Lira Kellerman.

## Verhaal
Een familie trekt in een groot huis op een verlaten stuk grondgebied, wanneer de dochter wordt ontvoerd door een bovennatuurlijke kracht komen ze er achter waarom het huis de reputatie heeft een van de meest gevreesde plaatsen in de V.S te zijn. Het "Winchester House" is losjes gebaseerd op het Winchester Mystery House in San Jose (Californië).

## Rolverdeling
| Acteur         | Personage        |
| -------------- | ---------------- |
| Lira Kellerman | Susan            |
| Michael Holmes | Drake            |
| Patty Roberts  | Haley            |
| Tomas Boykin   | Harrison Dent    |
| David Hendrex  | Sarah Winchester |